# Un été en Louisiane (téléfilm)

Un été en Louisiane (My Louisiana Sky) est un téléfilm américain réalisé par Adam Arkin et diffusé en 2001.

## Synopsis
Tiger, jeune fille de 12 ans, vit en Louisiane avec sa grand-mère Jewel et sa mère Corinna, qui souffre d'un retard mental. Pour l'anniversaire de Jewel, la sœur de Corinna leur rend visite. Tiger admire sa tante Dorie, qui a perdu ses allures de campagnarde depuis qu'elle habite Bâton Rouge, la grande ville de la région. Lorsque Jewel décède d'une crise cardiaque, Dorie propose à Tiger de découvrir Bâton Rouge.

## Fiche technique
- Titre original : My Louisiana Sky
- Réalisation : Adam Arkin
- Scénario : Anna Sandor, d'après un roman de Kimberly Willis Holt
- Photographie : Gavin Smith
- Musique : vMader
- Durée : 93 min
- Pays :  États-Unis

## Distribution
- Juliette Lewis : Dorie Kay
- Kelsey Keel : Tiger Ann Parker
- Shirley Knight : Jewel
- Amelia Campbell : Corrina
- Chris Owens : Lonnie
- Karen Robinson : Magnolia
- Michael Cera : Jesse Wade
- Nola Augustson : Mrs. Thompson
- Rudy Webb : Otis Calhoun